# Beamerella
Beamerella är ett släkte av insekter. Beamerella ingår i familjen ängsskinnbaggar.
Kladogram enligt Catalogue of Life:
| Beamerella | \| \| Beamerella balius \| \| \| \| \| \| Beamerella personata \| \| \| \| |
|            | \| \| Beamerella balius \| \| \| \| \| \| Beamerella personata \| \| \| \| |
|            | Beamerella balius                                                          |
|            |                                                                            |
|            | Beamerella personata                                                       |
|            |                                                                            |